# Ora di Port Blair
L'ora di Port Blair era un fuso orario esistito in India (isole Andamane e Nicobare), tra l'inizio del XIX secolo e il 1906.
Corrispondeva all'ora solare media di Port Blair, la capitale dell'arcipelago, in anticipo di 6 ore, 19 minuti e 51 secondi rispetto al GMT.
Il fuso orario fu soppresso il 1º gennaio 1906 all'adozione dell'Indian Standard Time (GMT+5:30).